# Serie B d'Eccellenza 1987-1988 (pallacanestro maschile)
La Serie B d'Eccellenza 1987-1988 è stata la seconda edizione del terzo livello del campionato italiano maschile di pallacanestro dall'ultima riforma.
Sedici squadre si sono affrontate in un girone all'italiana, con partite di andata e di ritorno. Al termine della stagione regolare, le prime due sono direttamente promosse in Serie A2, la quintultima e la quartultima hanno disputato uno spareggio salvezza, le ultime tre sono retrocesse.
Verona torna in A2 dopo appena una stagione, ottenendo la terza promozione in poche stagioni. Arese ottiene il salto di categoria per la prima volta nella sua storia.

## Squadre Partecipanti
| Club               | Stagione | Città        | Stadio      | Stagione precedente |
| ------------------ | -------- | ------------ | ----------- | ------------------- |
| Stamura Ancona     | ...      | Ancona       | ...         | 13ª in Serie B      |
| Aresium            | ...      | Arese        | ...         | 11ª in Serie B      |
| Esperia Cagliari   | ...      | Cagliari     | ...         | 9ª in Serie B       |
| A. Costa Imola     | ...      | Imola        | PalaRuggi   | in Serie B2         |
| Modena Basket      | ...      | Modena       | PalaPanini  | in Serie B2         |
| Sutor Montegranaro | ...      | Montegranaro | ...         | in Serie B2         |
| Grifone Perugia    | ...      | Perugia      | ...         | 3ª in Serie B       |
| Pall. Pordenone    | ...      | Pordenone    | ...         | 12ª in Serie B      |
| Virtus Ragusa      | ...      | Ragusa       | PalaPadua   | in Serie B2         |
| Master Roma        | ...      | Roma         | ...         | 7ª in Serie B       |
| Dinamo Sassari     | ...      | Sassari      | ...         | 8ª in Serie B       |
| Mens Sana Siena    | ...      | Siena        | ...         | 6ª in Serie B       |
| Pall. Trapani      | ...      | Trapani      | ...         | 10ª in Serie B      |
| Pall. Trieste      | ...      | Trieste      | ...         | 15ª in Serie A2     |
| Robur Varese       | ...      | Varese       | ...         | 5ª in Serie B       |
| Scaligera Verona   | ...      | Verona       | PalaOlimpia | 16ª in Serie A2     |

## Stagione regolare

### Classifica
|  | Pos. | Squadra                | Pt | G  | V  | P  | PtF  | PtS  |
|  | ---- | ---------------------- | -- | -- | -- | -- | ---- | ---- |
|  | 1.   | Citrosil Verona        | 54 | 30 | 27 | 3  | 2557 | 2117 |
|  | 2.   | Teorema Arese          | 42 | 30 | 21 | 9  | 2577 | 2448 |
|  | 3.   | Stefanel Trieste       | 38 | 30 | 19 | 11 | 2554 | 2399 |
|  | 4.   | Fanti Imola            | 38 | 30 | 19 | 11 | 2434 | 2365 |
|  | 5.   | Mister Day Siena       | 32 | 30 | 16 | 14 | 2500 | 2460 |
|  | 6.   | Docksteps Montegranaro | 32 | 30 | 16 | 14 | 2265 | 2320 |
|  | 7.   | Inalca Modena          | 30 | 30 | 15 | 15 | 2467 | 2414 |
|  | 8.   | Banca Popolare Sassari | 30 | 30 | 15 | 15 | 2276 | 2306 |
|  | 9.   | Castor Pordenone       | 28 | 30 | 14 | 16 | 2525 | 2614 |
|  | 10.  | Ranger Varese          | 28 | 30 | 14 | 16 | 2394 | 2390 |
|  | 11.  | Virtus Ragusa          | 26 | 30 | 13 | 17 | 2500 | 2596 |
|  | 13.  | Pallacanestro Trapani  | 24 | 30 | 12 | 18 | 2328 | 2379 |
|  | 12.  | Vini Sardegna Cagliari | 24 | 30 | 12 | 18 | 2540 | 2628 |
|  | 14.  | Valentino Jeans Roma   | 22 | 30 | 11 | 19 | 2356 | 2437 |
|  | 15.  | Sef Ancona             | 18 | 30 | 9  | 21 | 2129 | 2374 |
|  | 16.  | Grifone Perugia        | 14 | 30 | 7  | 23 | 2341 | 2496 |

Legenda:

      Partecipante ai Play-off.
      Retrocesse in Serie B2
      Spareggio retrocessione.
 Promossa in Serie A2
 Retrocessa in Serie B2

### Risultati
| Risultati              | VER   | ARE   | IMO    | TRI    | SIE    | Mont  | MOD     | SAS   | POR     | VAR    | RAG    | CAG    | TRA    | ROM     | ANC    | PER    |
| ---------------------- | ----- | ----- | ------ | ------ | ------ | ----- | ------- | ----- | ------- | ------ | ------ | ------ | ------ | ------- | ------ | ------ |
| Citrosil Verona        |       | 91-82 | 79-66  | 80-64  | 91-80  | 73-76 | 65-67   | 87-56 | 99-75   | 100-55 | 102-68 | 111-78 | 108-97 | 95-62   | 92-70  | 87-73  |
| Teorema Arese          | 59-71 |       | 95-80  | 92-83  | 100-88 | 94-76 | 89-86   | 83-77 | 113-101 | 95-88  | 98-91  | 101-85 | 93-85  | 83-74   | 101-85 | 100-75 |
| Stefanel Trieste       | 76-92 | 98-74 | 89-65  |        | 74-64  | 84-73 | 117-106 | 89-74 | 81-87   | 77-72  | 90-78  | 112-85 | 88-69  | 111-99  | 85-58  | 83-65  |
| Fanti Imola            | 79-65 | 90-86 |        | 93-90  | 83-79  | 89-67 | 64-61   | 71-65 | 78-66   | 90-80  | 92-79  | 74-79  | 95-82  | 93-65   | 92-74  | 82-78  |
| Mister Day Siena       | 74-76 | 88-89 | 87-61  | 100-73 |        | 82-74 | 102-81  | 81-77 | 80-77   | 82-78  | 81-68  | 111-94 | 78-71  | 83-77   | 86-80  | 97-83  |
| Docksteps Montegranaro | 71-86 | 66-65 | 92-79  | 67-76  | 83-90  |       | 66-77   | 70-54 | 83-81   | 82-77  | 88-68  | 81-78  | 74-73  | 83-86   | 70-69  | 93-75  |
| Inalca Modena          | 67-82 | 95-72 | 90-109 | 89-67  | 88-71  | 86-69 |         | 69-89 | 102-75  | 77-80  | 91-75  | 84-82  | 78-69  | 86-80   | 83-65  | 105-90 |
| Banca Popolare Sassari | 82-84 | 72-78 | 79-74  | 50-74  | 80-73  | 65-66 | 88-81   |       | 100-78  | 71-68  | 107-78 | 71-68  | 86-73  | 92-87   | 74-65  | 54-52  |
| Castor Pordenone       | 66-86 | 77-89 | 98-82  | 83-103 | 86-97  | 63-70 | 89-86   | 84-77 |         | 88-76  | 100-77 | 86-85  | 93-78  | 112-107 | 98-81  | 88-80  |
| Ranger Varese          | 67-73 | 85-77 | 80-78  | 82-85  | 86-82  | 95-85 | 69-70   | 80-82 | 89-88   |        | 109-79 | 84-81  | 71-72  | 77-75   | 95-65  | 93-76  |
| Virtus Ragusa          | 76-89 | 80-78 | 88-83  | 85-75  | 102-85 | 86-69 | 84-77   | 81-89 | 102-95  | 72-75  |        | 117-89 | 88-80  | 89-76   | 83-65  | 100-98 |
| Pallacanestro Trapani  | 59-68 | 70-74 | 76-77  | 80-68  | 86-73  | 69-71 | 74-66   | 94-74 | 81-71   | 74-82  | 91-86  | 86-94  |        | 73-67   | 64-62  | 62-60  |
| Vini Sardegna Cagliari | 73-76 | 84-99 | 80-79  | 90-100 | 95-77  | 79-73 | 89-84   | 86-84 | 87-90   | 97-94  | 87-77  |        | 84-81  | 88-89   | 103-65 | 67-80  |
| Valentino Jeans Roma   | 72-81 | 65-72 | 70-73  | 85-79  | 78-70  | 77-71 | 93-75   | 82-54 | 80-85   | 71-58  | 76-75  | 94-95  | 77-89  |         | 81-78  | 71-78  |
| Sef Ancona             | 50-87 | 69-67 | 55-62  | 73-69  | 97-77  | 69-77 | 68-60   | 67-66 | 100-71  | 65-69  | 78-93  | 80-76  | 72-83  | 68-63   |        | 66-64  |
| Grifone Perugia        | 77-81 | 73-79 | 91-101 | 89-94  | 72-82  | 75-79 | 82-100  | 83-87 | 65-74   | 81-80  | 83-75  | 88-82  | 101-87 | 71-77   | 83-70  |        |

## Play-off
| Play Off     |                 |                  |       |       |       |     |
| Finale 1°-4° | Citrosil Verona | Fanti Imola      | 73-58 | 86-76 |       | 2-0 |
| Finale 2°-3° | Teorema Arese   | Stefanel Trieste | 79-69 | 77-83 | 75-57 | 2-1 |

## Spareggio salvezza
| Play Out              |                        |       |
| Pallacanestro Trapani | Vini Sardegna Cagliari | 88-72 |

## Verdetti
- Promossa in Serie A2: Citrosil Verona.
Formazione: Lardo, Brumatti, Malagoli, Dalla Vecchia, Capone, Sfiligoi, Zamberlan, Cudia, Di Pol, Pastori. Allenatore: Dado Lombardi
- Promossa in Serie A2: Teorema Arese.
Formazione: Figliolo, Lana, Innocenti, Blasi, Ongari, Maspero, Della Flora, Battisti, Noli, Ancora. Allenatore: Luigi Bergamaschi
- Retrocessioni in Serie B2: Esperia Cagliari, Master Roma Basket, Stamura Basket Ancona e Grifone Perugia.

## Fonti
- La Gazzetta del Mezzogiorno; La Gazzetta del Sud edizioni 1987-88

- Guida ai campionati di Basket edizione 1988

- Serie B1 - I risultati, in La Sicilia, 3 maggio 1988.